# Cratere Nqutu
Nqutu  è un cratere sulla superficie di Marte.